# Danuta Siedzikówna
Danuta Helena Siedzikówna (pseudónimo "Inka", nome suposto – Danuta Obuchowicz (3 de setembro de 1928 em Guszczewina, Narewka, Voivodia da Podláquia,  †28 de agosto de 1946 em Gdańsk) foi uma enfermeira do  exército polaco. 

## Vida Privada
Danuta era neta de Helena Tymińska zd. Rzepecka (20.05.1885 Tashkent Uzbequistão - 05.09.1968) e Conde Jan Tymiński (21.09.1871 Boćki - 22.03.1940) e Aniela Siedzik zd. Kiejno (1872-1951) e Pawel Siedzik (11.11.1861 - 20.07.1912). Uma das avós é referida pela conhecida frase “Diz à minha avó que me comportei como devia”. O bisavô de Danuta, Herman Tyminski (1843 - 12.03.1896 Krasnystok), era um padre uniata.

## Ligações externas

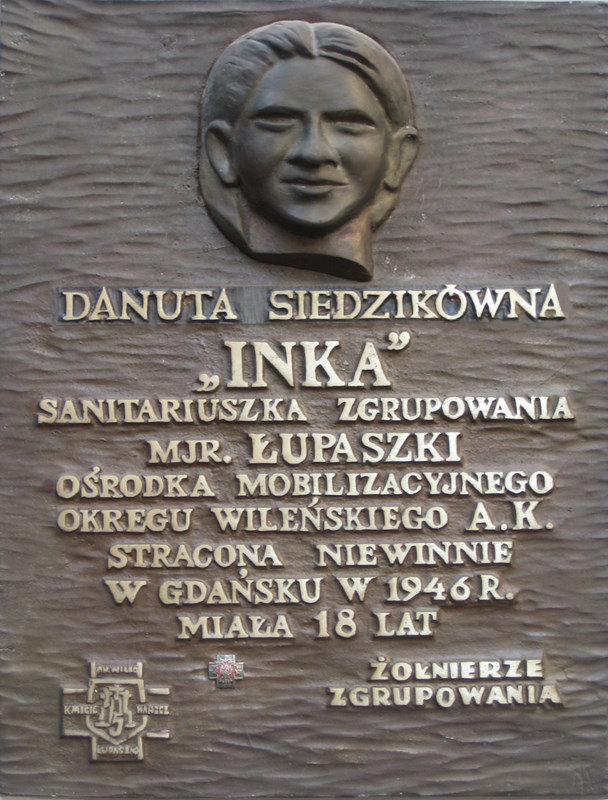
Gdańsk
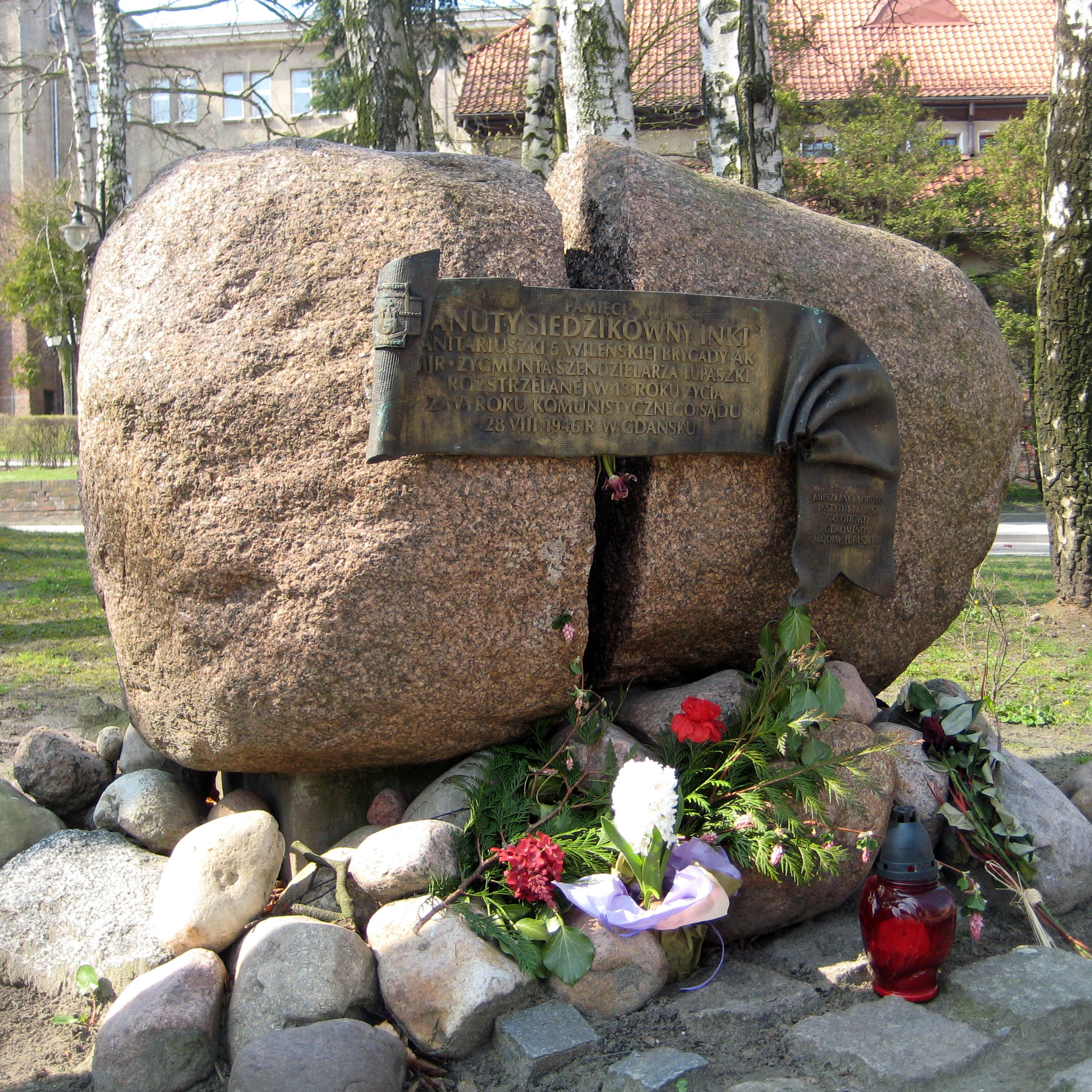
Park im. Sanitariuszki Inki Sopot
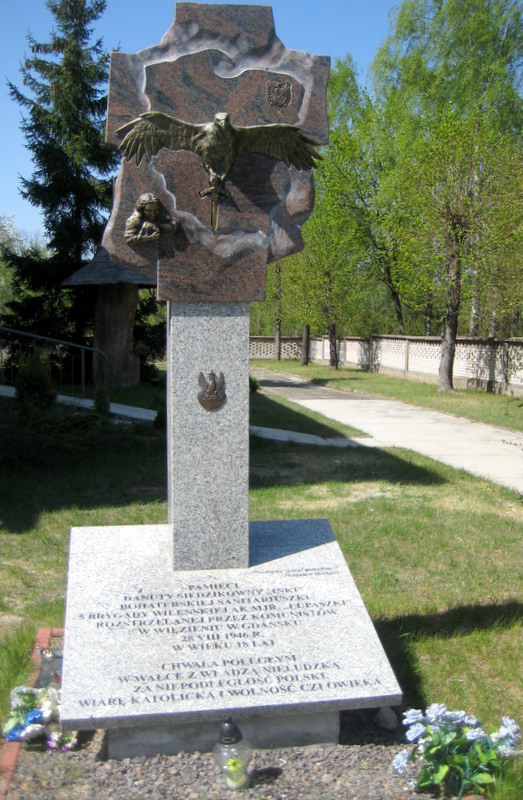
Narewka
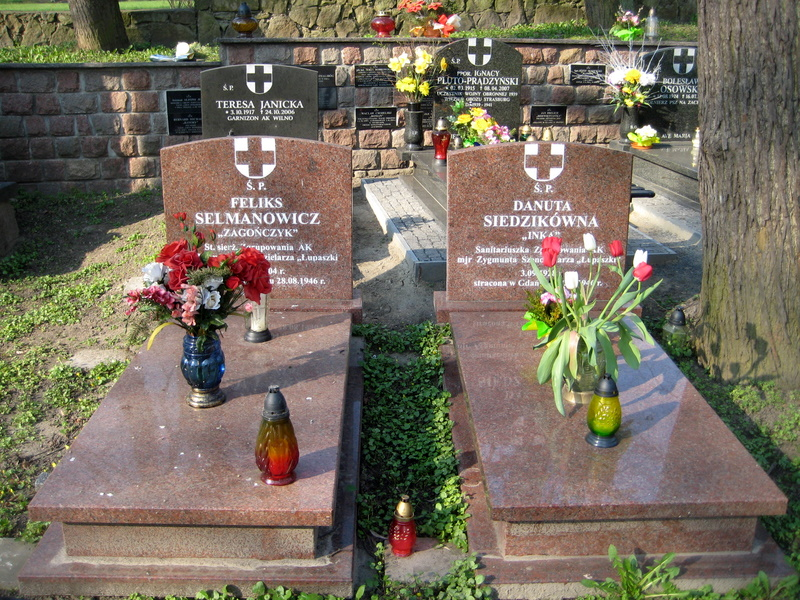
Gdańsk
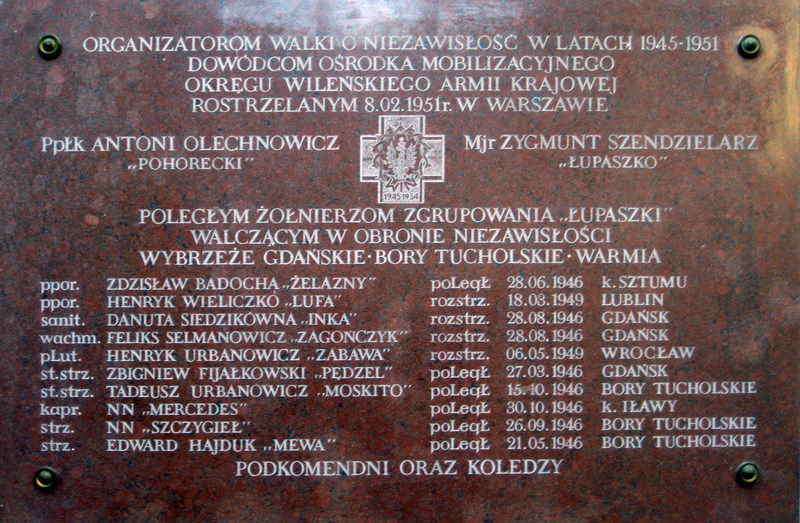
Gdańsk
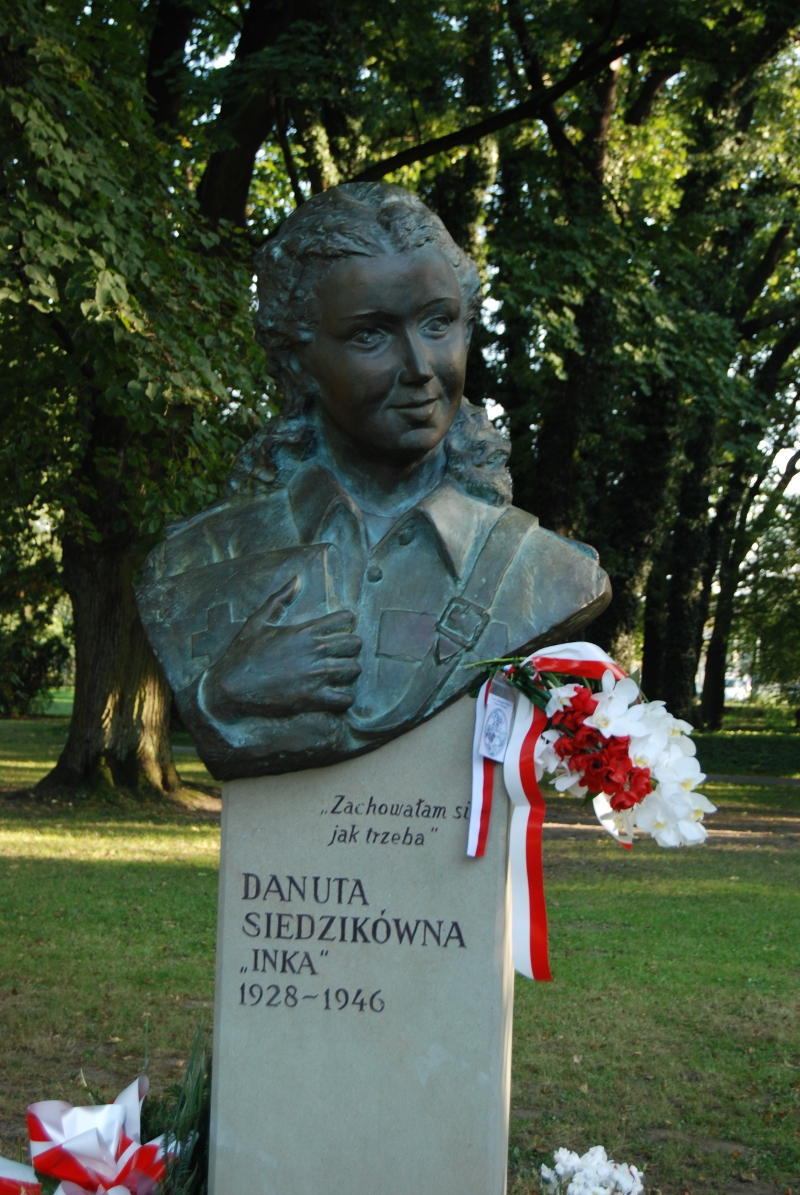
Park im. dr H. Jordana Kraków